# Gnathanacanthus goetzeei
Gnathanacanthus goetzeei är en fiskart som beskrevs av Bleeker, 1855. Gnathanacanthus goetzeei ingår i släktet Gnathanacanthus och familjen Gnathanacanthidae. Inga underarter finns listade i Catalogue of Life.